# 오가타 켄
오가타 켄(緒形 拳, 1937년 7월 20일 ~ 2008년 10월 5일)은 일본의 배우이다. 도쿄 부 도쿄 시 우시고메 구(현: 도쿄도 신주쿠구) 출신이며, 본명은 오가타 아키노부(緒形 明伸)이다. 장남 오가타 간타와 차남 오가타 나오토 모두 배우이다.

## 출연

### 드라마
- 대하드라마 (NHK)
  - 태합기 (1965년) - 도요토미 히데요시 역 (주연)
  - 미나모토노 요시쓰네 (1966년) - 무사시보 벤케이 역
  - 신・헤이케 이야기 (1972년) - 아베 아사도리 역
  - 바람과 구름과 무지개와 (1976년) - 후지와라노 스미토모 역
  - 황금의 나날 (1978년) - 도요토미 히데요시 역
  - 곶의 군상 (1982년) - 오오이시 쿠라노스케 역 (주연)
  - 태평기 (1991년) - 아시카가 사다우지 역
  - 모리 모토나리 (1997년) - 아마고 츠네히사 역
  - 풍림화산 (2007년) - 우사미 사다미츠 역

- 1972년 《년필살 장치인》
- 1979년 《아수라의 고토쿠》
- 1996년 《나니와 금융도》
  - 1996년 《나니와 금융도 2》
  - 1998년 《나니와 금융도 3》
  - 1999년 《나니와 금융도 4》
  - 2000년 《나니와 금융도 5》
  - 2005년 《나니와 금융도 6》
- 2001년 《쇼토쿠 태자》 - 소가노 우마코 역
- 2003년 《블랙잭에게 안부를》
- 2004년 《인간의 증명》
- 2005년 《루리의 섬》
  - 2007년 《루리의 섬 스페셜 2007》
- 2006년 《세일러복과 기관총》
- 2008년 《바람의 가든》

### 영화
- 1974년 《모래 그릇》
- 1977년 《핫코다산》
- 1978년 《귀축》
- 1979년 《복수는 나의 것》
- 1980년 《나쁜 녀석들》
- 1983년 《나라야마 부시코》
- 1986년 《불타는 집의 사람》
- 1988년 《공작왕》
- 1989년 《자토이치》
- 2005년 《숨겨진 검 오니노츠메》
- 2006년 《긴 산책》
- 2006년 《무사의 체통》
- 2008년 《게게게의 기타로》